# Buono! ライブツアー 2011 summer 〜Rock'n Buono! 4〜
『Buono! ライブツアー 2011 summer 〜Rock'n Buono! 4〜』（ボーノ ライブツアー 2011 サマー ロックンボーノ フォー）は、Buono!のライブビデオ。2011年12月7日にDVDとBlu-rayが同日発売された。

## 収録曲
1. Opening
2. partenza〜レッツゴー!!!〜
3. フランキンセンスΨ
4. MC1
5. ロッタラ ロッタラ
6. キアオラ・グラシャス・ありがと
7. MC2
8. Blue-Sky-Blue
9. My alright sky
10. MC3
11. Kiss!Kiss!Kiss!
12. 恋愛♥ライダー
13. 無敵の∞Power
14. 泣き虫少年
15. MC4
16. 1/3の純情な感情
17. JUICY HE@RT
18. Ice Mermaid
19. MC5
20. Our Songs
21. れでぃぱんさぁ
22. じゃなきゃもったいないっ!
23. MY BOY
24. ENCORE：夏ダカラ!
25. ENCORE：MC6
26. ENCORE：ワープ!
27. ENCORE：Ending

Blu-ray 特典
- 昼公演 MC2、MC3、MC5